# Lista de prêmios e indicações recebidos por Hauru no Ugoku Shiro
Hauru no Ugoku Shiro (ハウルの動く城, (bra: O Castelo Animado; prt: O Castelo Andante)) é um filme japonês de animação e fantasia de 2004 dirigido por Hayao Miyazaki. Estreou mundialmente no 61º Festival Internacional de Cinema de Veneza, em 5 de setembro. No Japão, foi o filme mais assistido entre 20 a 21 de novembro e arrecadou mais 13 milhões de dólares — com uma média de 31 245 por sala. Quando Hauru no Ugoku Shiro terminou sua exibição nos cinemas do país, alcançou um status de blockbuster, arrecadando 19,6 bilhões de ienes em sua bilheteria. Os críticos aclamaram-no, com o Rotten Tomatoes relatando uma classificação de aprovação de 87%, entrando em diversas listas dos "dez melhores filmes do ano". A obra foi candidata ao Leão de Ouro no Festival de Veneza e, na mesma cerimônia, Hauru no Ugoku Shiro recebeu o Prêmio Osella por Realizações Técnicas. Miyazaki ganhou uma indicação aos Prêmios Annie para Melhor Direção Individual, sendo ainda reconhecido como Melhor Diretor pelos Prêmios Golden Gross e Prêmios Anime de Tóquio.
Recebeu 37 indicações e 19 vitórias a diversos prêmios, incluindo uma indicação ao Oscar de Melhor Filme de Animação. Nos Prêmios Anime de Tóquio, além da vitória de Miyazaki, o filme ainda foi angariado com a estatueta de Animação do Ano além de ser reconhecido em Melhor Dublagem (Chieko Baisho) e Melhor Trilha Sonora (Joe Hisaishi). Em alguns prêmios de críticos de cinema, como na Associação de Críticos de Nova Iorque e Sociedade dos Críticos de Cinema de San Diego, a obra foi escolhida como Melhor Filme de Animação. No Festival de Cinema de Sitges, o público escolheu Hauru no Ugoku Shiro como Melhor Filme; assim como no Festival de Cinema de Maui e Prêmios de Cinema Mainichi. Para o Prêmio Cinematográfico de Hong Kong foi nomeado a Melhor Filme Asiático (Toshio Suzuki). Ao Prêmio Golden Gross recebeu dois prêmios: Melhor Filme Japonês e Melhor Diretor (Miyazaki). O Prêmio Internacional Gold Reel, cedido pela Nielsen/EDI Gold Reel, foi atribuído a empresa Toho por seu investimento em Hauru no Ugoku Shiro.

## Prêmios e indicações
| Premiação                                         | Data da cerimônia       | Categoria                                          | Destinatário(s)                                                                   | Resultado    | Ref.          |
| ------------------------------------------------- | ----------------------- | -------------------------------------------------- | --------------------------------------------------------------------------------- | ------------ | ------------- |
| Associação de Críticos de Cinema de Los Angeles   | 11 de dezembro de 2005  | Melhor Trilha Sonora                               | Joe Hisaishi e Youmi Kimura                                                       | Venceu       | [ 7 ]         |
| Associação de Críticos de Nova Iorque             | 8 de janeiro de 2006    | Melhor Filme de Animação                           | Hauru no Ugoku Shiro                                                              | Venceu       | [ 8 ]         |
| Festival de Arte do Japão                         | 24 de fevereiro de 2005 | Prêmio por Excelência em Animação                  | Hauru no Ugoku Shiro                                                              | Venceu       | [ 9 ]         |
| Festival de Cinema de Maui                        | 15 de junho de 2005     | Prêmio do Público                                  | Hauru no Ugoku Shiro                                                              | Venceu       | [ 10 ]        |
| Festival de Cinema de Sitges                      | 10 de dezembro de 2004  | Prêmio do Público de Melhor Filme                  | Hauru no Ugoku Shiro                                                              | Venceu       | [ 11 ]        |
| Festival Internacional de Cinema de Reykjavík     | 9 de outubro de 2005    | Prêmio do Público                                  | Hauru no Ugoku Shiro                                                              | Venceu       | [ 12 ]        |
| Festival Internacional de Cinema de Seattle       | 12 de junho de 2005     | Prêmio Golden Space Needle                         | Hauru no Ugoku Shiro                                                              | Vice-campeão | [ 13 ]        |
| Festival Internacional de Cinema de Veneza        | 9 de setembro de 2004   | Prêmio Osella por Realizações Técnicas             | Hauru no Ugoku Shiro                                                              | Venceu       | [ 14 ] [ 15 ] |
| Festival Internacional de Cinema de Veneza        | 9 de setembro de 2004   | Leão de Ouro                                       | Hayao Miyazaki                                                                    | Indicado     | [ 14 ] [ 15 ] |
| Hollywood Film Awards                             | 24 de outubro de 2005   | Animação do Ano                                    | Hayao Miyazaki                                                                    | Venceu       | [ 16 ]        |
| MTV Russia Movie Awards                           | 21 de abril de 2006     | Melhor Filme de Animação                           | Hauru no Ugoku Shiro                                                              | Indicado     | [ 17 ]        |
| Nastro d'Argento                                  | 7 de fevereiro de 2006  | Melhor Diretor em Filme Estrangeiro                | Hayao Miyazaki                                                                    | Indicado     | [ 18 ]        |
| Nielsen/EDI Gold Reel                             | 28 de junho de 2005     | Prêmio Internacional Gold Reel                     | Toho                                                                              | Venceu       | [ 19 ]        |
| Oscar                                             | 5 de março de 2006      | Melhor Filme de Animação                           | Hayao Miyazaki                                                                    | Indicado     | [ 20 ]        |
| Prêmio Cinematográfico de Hong Kong               | 8 de abril de 2006      | Melhor Filme Asiático                              | Toshio Suzuki                                                                     | Indicado     | [ 21 ]        |
| Prêmio Golden Gross                               | 1 de dezembro de 2005   | Melhor Filme Japonês                               | Hauru no Ugoku Shiro                                                              | Venceu       | [ 22 ]        |
| Prêmio Golden Gross                               | 1 de dezembro de 2005   | Melhor Diretor                                     | Hayao Miyazaki                                                                    | Venceu       | [ 22 ]        |
| Prêmio Nebula                                     | 12 de maio de 2007      | Melhor Roteiro                                     | Hayao Miyazaki, Cindy Davis Hewitt e Donald H. Hewitt                             | Venceu       | [ 23 ]        |
| Prêmios Anime de Tóquio                           | 2 de abril de 2005      | Animação do Ano                                    | Hauru no Ugoku Shiro                                                              | Venceu       | [ 24 ]        |
| Prêmios Anime de Tóquio                           | 2 de abril de 2005      | Melhor Diretor                                     | Hayao Miyazaki                                                                    | Venceu       | [ 24 ]        |
| Prêmios Anime de Tóquio                           | 2 de abril de 2005      | Melhor Dublagem                                    | Chieko Baisho                                                                     | Venceu       | [ 24 ]        |
| Prêmios Anime de Tóquio                           | 2 de abril de 2005      | Melhor Trilha Sonora                               | Joe Hisaishi                                                                      | Venceu       | [ 24 ]        |
| Prêmios Annie                                     | 4 de fevereiro de 2006  | Melhor Filme de Animação                           | Hauru no Ugoku Shiro                                                              | Indicado     | [ 25 ]        |
| Prêmios Annie                                     | 4 de fevereiro de 2006  | Melhor Direção Individual                          | Hayao Miyazaki                                                                    | Indicado     | [ 25 ]        |
| Prêmios Annie                                     | 4 de fevereiro de 2006  | Melhor Contribuição Individual                     | Hayao Miyazaki, Donald H. Hewitt e Cindy Davis                                    | Indicado     | [ 25 ]        |
| Prêmios Critics' Choice Movie                     | 9 de janeiro de 2006    | Melhor Filme de Animação                           | Hauru no Ugoku Shiro                                                              | Indicado     | [ 26 ]        |
| Prêmios da Associação Online de Filme e Televisão | 29 de agosto de 2006    | Melhor Filme de Animação                           | Hauru no Ugoku Shiro                                                              | Indicado     | [ 27 ]        |
| Prêmios de Cinema Mainichi                        | 24 de janeiro de 2005   | Escolha do Público – Melhor Filme                  | Hauru no Ugoku Shiro                                                              | Venceu       | [ 28 ]        |
| Prêmios Gold Derby                                | 2006                    | Melhor Filme de Animação                           | Hauru no Ugoku Shiro                                                              | Indicado     | [ 29 ]        |
| Prêmios Golden Reel                               | 4 de março de 2006      | Melhor Edição de Som em Longa-metragem de Animação | Petra Bach, Tōru Noguchi, Yukio Hokari, Mizuki Ito, Masaya Kitada e Akihiko Okase | Indicado     | [ 30 ]        |
| Prêmios Italian Online Movie                      | 30 de abril de 2006     | Melhor Filme de Animação                           | Hauru no Ugoku Shiro                                                              | Indicado     | [ 31 ]        |
| Prêmios Satellite                                 | 17 de dezembro de 2005  | Melhor Filme de Animação                           | Hauru no Ugoku Shiro                                                              | Indicado     | [ 32 ]        |
| Prêmios Saturno                                   | 2 de maio de 2006       | Melhor Filme de Animação                           | Hauru no Ugoku Shiro                                                              | Indicado     | [ 33 ]        |
| Prêmios Young Artist                              | 25 de março de 2006     | Melhor Filme Familiar – Animação                   | Hauru no Ugoku Shiro                                                              | Indicado     | [ 34 ]        |
| Sociedade dos Críticos de Cinema de San Diego     | 19 de dezembro de 2005  | Melhor Filme de Animação                           | Hauru no Ugoku Shiro                                                              | Venceu       | [ 35 ]        |
| Sociedade dos Críticos de Cinema Online           | 16 de janeiro de 2006   | Melhor Filme de Animação                           | Hauru no Ugoku Shiro                                                              | Indicado     | [ 36 ]        |